# União Nacional Africana do Tanganica
A União Nacional Africana do Tanganica (UNAT) (em inglês: Tanganyika African National Union - TANU) foi um partido político, sendo o principal na luta pela soberania no estado do Tanganica (atual Tanzânia, depois da sua fusão com Zanzibar), no Leste Africano. O partido foi formado a partir da Associação Africana do Tanganica, por Julius Nyerere, em julho de 1954, quando ele estava ensinando no Colégio de São Francisco (que é agora conhecido como Pugu da High School). A partir de 1964, passou a chamar-se União Nacional Africana da Tanzânia. Em janeiro de 1977, o partido fundiu-se com o partido no poder em Zanzibar, o Partido Afro-Shirazi (PAS ou ASP, em inglês) para formar a corrente revolucionária Chama Cha Mapinduzi. A política do partido era construir e manter um estado socialista visando à autossuficiência econômica e erradicação da corrupção e exploração, com os principais meios de produção e de troca sob o controle dos camponeses e trabalhadores.